# Project R.I.S.E
Project RISE és un ARPG de Supercell que endinsa a l'univers de l'extint Clash Heroes per viure trepidants partides multijugador. Des de Supercell permeten seleccionar un protagonista de la saga Clash que el jugador controla per avançar, sense descans, pels diversos pisos d'un edifici vertical conegut com La Torre. Aquest lloc brinda múltiples racons per explorar i, amb l'ajuda de dos jugadors més, el jugador s'encarrega de consolidar el seu poder per desbloquejar increïbles recompenses i pujar de nivell a cada personatge.

## Jugabilitat
Els jugadors de Project RISE han de:
- Explorar masmorres generades aleatòriament: Els jugadors han d'explorar masmorres en una torre, on es generen diversos tipus de reptes i enemics. Aquestes masmorres són aleatòries, cosa que garanteix una experiència única en cada partida
- Lluitar contra enemics: El combat és una part essencial del joc, on els jugadors han de lluitar contra diversos enemics mentre exploren les masmorres. Aquesta mecànica implica un gran nombre de batalles dinàmiques que posen a prova l'habilitat i les estratègies dels jugadors
- Recollir recursos: Una altra tasca important és la recollida de recursos com l'elixir, el qual es pot utilitzar per millorar les habilitats dels personatges jugables. Això permet als jugadors reforçar els seus herois i afrontar reptes més difícils a mesura que avancen en el joc

- Millorar personatges: Al llarg del joc, els jugadors poden desbloquejar noves habilitats i millores permanents per als seus personatges. Aquests personatges inclouen figures conegudes de l'univers Clash.[2]

Inicialment, es va anunciar com Clash Heroes, un joc d'acció RPG. Tanmateix, el juny de 2024, Supercell va decidir reiniciar el projecte, transformant-lo en un "social action RPG roguelite" amb elements de joc cooperatiu.
Durant la fase de desenvolupament, Supercell va organitzar una pre-alpha per provar el joc. Aquesta versió va permetre als jugadors experimentar les masmorres generades aleatòriament i oferir comentaris sobre les mecàniques de joc. Les impressions inicials van destacar el potencial del joc, tot i que es van identificar àrees que requerien refinament, especialment en les mecàniques cooperatives i la progressió dels personatges.
En l'actualitat, Project R.I.S.E es troba en una fase de desenvolupament continu, amb Supercell buscant professionals per unir-se a l'equip i contribuir a la producció d'art de joc d'alta qualitat. Aquesta recerca activa de talent indica un compromís continuat amb la millora i l'evolució del joc.